# Game of Thrones (Computerspiel, 2012)
Game of Thrones – Das Lied von Eis und Feuer ist ein Computer-Rollenspiel des französischen Entwicklers Cyanide Studio für Windows-PC, Xbox 360 und PlayStation 3 und wurde in Deutschland am 8. Juni 2012 veröffentlicht. Es ist ein Begleitprodukt der gleichnamigen Fantasy-Fernsehserie und basiert wie diese auf der Fantasyromanreihe Das Lied von Eis und Feuer des US-amerikanischen Autors George R. R. Martin. Das Spiel führt neue Protagonisten ein und besitzt eine eigenständige Handlung, die vor den Ereignissen der Romane und der Serie angesiedelt ist.

## Handlung

### Aufbau
Das Spiel setzt einige Monate vor der Handlung des ersten Buches A Game of Thrones an, im Zeitraum der Ermordung Lord Jon Arryns, und endet zeitgleich mit der Hinrichtung Lord Eddard Starks am Ende des Buches. Das Spiel teilt sich in 16 Kapitel, die vom Spieler zu Beginn abwechselnd mit den beiden vorgegebenen Protagonisten bestritten werden, deren Wege sich im Verlauf jedoch vereinigen. Die Geschichte führt zu verschiedenen Schauplätzen im Norden und der Mitte des Kontinents Westeros, darunter bekannte Schauplätze der Romanhandlung. Wie die zugrundeliegende Buchreihe behandelt auch das Spiel die Themen Verrat und Intrige, weshalb sich dem Spieler das gesamte Ausmaß der Ereignisse und die Zusammenhänge erst gegen Ende vollständig erschließen.

### Handlungsverlauf
Im Mittelpunkt der Handlung stehen der prinzipientreue Ritter Ser Mors Westford und der Adelsspross Ser Alester Sarwyck, die zu Beginn abwechselnd, später auch zeitgleich vom Spieler gesteuert werden. Alester und Mors dienten einst beide während der Rebellion Robert Baratheons gegen König Aerys II. Targaryen in der Armee von Lord Tywin Lannister, ihrem Lehensherrn. Sie waren sich in tiefer Freundschaft verbunden und wurden „das zweischneidige Schwert“ (engl. The double-edged Sword) genannt. Doch ihre Wege trennten sich, nachdem Mors den Befehl Tywin Lennisters verweigert hatte, die schutzlose Prinzessin Elia und ihre Kinder Rhaenys und Aegon Targaryen zu töten. Mors schloss sich auf Drängen Alesters der Nachtwache an, deren Mitglieder sich als Wächter der nördlichen Reichsgrenzen (Die Mauer) zu innenpolitischer Neutralität verpflichten und im Gegenzug Straffreiheit für eventuell begangene Verbrechen erhalten. Mors muss damit allerdings auch jede Verbindung zu seiner Frau und Tochter kappen, die er zuvor noch mit der Hilfe Alesters in ein Versteck brachte, um sie vor der Rache Tywin Lennisters zu schützen. 15 Jahre vergehen, in denen Mors zu einer Stütze des Nachtwachen-Kommandanten Ser Jeor Mormont wird und unter dem Namen „Der Schlächter“ bekannt wird. Doch auch Alester hatte aus anfangs unbekannten Gründen Westeros verlassen und war in den freien Städten zu einem roten Priester der fremden Gottheit R'hllor konvertiert.
Wenige Monate vor der Erzählung des ersten Buches kommt es zu zwei Ereignissen. An der Mauer erhält Mors Westfield einen Brief seines alten Freundes Lord Jon Arryn, der Hand des Königs Robert Baratheon, in der dieser ihn bittet, eine Frau in seine Obhut zu nehmen. Jenna Graustein (im engl. Original: Jeyne Greystone) wird von feindlichen Kriegern verfolgt, die sich als Gefolgsleute von Jon Arryn tarnen. Mors muss die schwangere Frau vor den Killern in Sicherheit bringen und reist dafür wieder in den Süden zum Versteck seiner Familie, wo er zu seiner Verzweiflung feststellen muss, dass diese ohne sein Wissen bereits vor langer Zeit getötet wurden. Nachdem er seine Verfolger abschütteln konnte, geraten er und Jenna jedoch in die Gefangenschaft von Harwood Harlton, dem Lord von Burgholz.
Parallel zum Handlungsstrang von Mors stirbt in Flussrath (engl.: Riverspring), dem Stammsitz der Sarwycks, unter mysteriösen Umständen Lord Raynald Sarwyck, Alesters Vater. Dieses Ereignis veranlasst Alester letztlich zur Rückkehr aus seinem selbstgewählten Exil. Doch zuhause angekommen muss er feststellen, dass es um das Erbe seines Vaters nicht zum besten bestellt ist. Sein jüngerer Bruder Gawen wurde enterbt und des Mordes an seinem Vater beschuldigt, seither gilt er als verschwunden. Dafür soll nun Alesters brutaler und verhasster Bastardbruder Valarr, der in seiner Abwesenheit zum getreuen Gefolgsmann der Königin Cersei Lennister aufstieg und zum Ritter geschlagen wurde, seine Schwester Elyana heiraten und dadurch zum Lord Sarwyck aufsteigen. Auch mit den Ländereien steht es nicht zum besten, kurz vor der Totenzeremonie kommt es zu einem Aufstand der hungernden Bevölkerung. Um überhaupt eine Chance auf den Antritt seines Erbes zu erhalten, muss sich Alester ebenfalls in den Dienst von Königin Cersei begeben, die ihn zu ihren eigenen Zwecken gegen Valarr ausspielt.
Alester und Valarr werden von Cersei mit der Jagd nach bestimmten Personen beauftragt, die sich als Bastarde König Roberts herausstellen, darunter auch das ungeborene Kind Jenna Grausteins. Da Cerseis politischer Widersacher Jon Arryn herausfand, dass Cerseis Kinder nicht die leiblichen Kinder Robert Baratheons sind (vgl. Handlung der Bücher), bilden diese eine unmittelbare Gefahr für die Ansprüche von Cerseis Kindern auf den Thron. In einem Wettrennen versuchen Jon Arryn und Cersei die Bastarde ausfindig zu machen. Als politisch besonders brisant erweist sich Jennas Abstammung, die eine Bastardtochter des letzten Targaryen-Königs Aerys II ist und deren Kind als Nachkomme beider Königshäuser somit den gewichtigsten Anspruch auf den Thron erheben könnte. Dass es zu dieser Verbindung kommen konnte, wurde von einer geheimen Bruderschaft treuer Targaryen-Anhänger von langer Hand geplant, der sowohl Alesters Vater als auch Lord Harlton angehörten. Diese Bruderschaft will mit Hilfe des Babys die Dynastie der Targaryen wiederaufleben lassen. Doch weil Harlton zunehmend skrupelloser wurde, kam es zum Bruch zwischen ihm und Lord Raynald, weshalb Harlton diesen vergiftete und die Tat Alesters Bruder Gawen in die Schuhe schieben ließ. Mit Hilfe von Alester will Harlton nun Jennas Baby wieder in seinen Gewahrsam bekommen, wofür er ihn mit falschen Informationen über Gawens Schicksal gegen Valarr und Königin Cersei auszuspielen versucht. Alester wiederum will mit dem Baby bei Cersei seinen Anspruch auf das Erbe seines Vaters sichern, was Valarr aus demselben Grund vor diesem zu erreichen versucht. Mors hingegen will Jenna vor den Attacken der verschiedenen Fraktionen beschützen und Rache an Valarr nehmen, der sich im Verlauf als Verantwortlicher für den Tod von Mors' Familie zu erkennen gibt.
Im Gefängnis von Lord Harlton kommt es zum Wiedersehen von Mors und Alester und anschließend zur gemeinsamen Flucht, als Alester Harltons doppeltes Spiel enttarnt. Die beiden Freunde schließen sich gegen Harlton und Valarr zusammen, um von da an gemeinsam zu versuchen, Jenna aus der Gefangenschaft Harltons zu befreien. Doch auch Valarr, der zwischenzeitlich Alesters Schwester Elyana ermordet hat, erhält Kenntnis vom Aufenthaltsort Jennas und beginnt mit der Belagerung von Burgholz. Bei dem Versuch, Jenna aus Burgholz zu befreien, bringt diese während der Flucht ihr Kind zu Welt. Jenna opfert sich, um Mors, Alester und ihrem Kind die Flucht vor Valarr zu ermöglichen, der die Burg zwischenzeitlich erstürmt und Lord Harlton getötet hat. Mors und Alester bringen das Kind nach Flussrath, brechen dann jedoch in die Hauptstadt Königsmund (engl.: King's Landing) auf, um Rache an Valarr zu üben. Dort ist mittlerweile König Robert verstorben und Königin Cersei lässt die Stadt von den Truppen Eddard Starks säubern (vgl. Handlung des ersten Buches). Am Rande der öffentlichen Hinrichtung von Eddard Stark wollen Alester und Mors mit Hilfe von Varys, dem königlichen Spionagemeister, Valarr im verwaisten Thronsaal des Roten Bergfrieds (engl. Red Keep) endgültig stellen.

### Finale
Es kommt zur abschließenden Konfrontation, an dessen Ende sich herausstellt, dass es Alester war, der gemeinsam mit Valarr Mors Frau und Tochter tötete. Den Befehl dazu hatte er von Tywin Lennister nach einem Tipp Valarrs erhalten. Um Schaden von seiner eigenen Familie abzuwenden, kam Alester dem Befehl seines Lehnsherren nach. Im Gegensatz zu Valarr litt Alester jedoch schwer unter dieser Tat, weshalb er Westeros anschließend verließ. Während Alester Mors vorwirft, ihn mit seiner Prinzipientreue überhaupt erst in diese ausweglose Situation gebracht zu haben, kann dieser seinem Freund die Tat nicht vergeben. Es kommt zum Bruch zwischen den beiden. Im Finalkampf treten nun die beiden Spielercharakter gegeneinander an, wobei sich der Spieler bereits zuvor für einen Hauptcharakter festgelegt hat, dessen alleinige Steuerung er nun übernimmt. Mit dem Tod des jeweils anderen Charakters endet das Spiel und der Spieler erhält pro Figur zwei Auswahlmöglichkeiten, wie die Geschichte beendet werden soll:
1. Alester überlebt und lässt Varys das Kind in die Freien Städte schicken. Gegenüber Cersei gesteht er die Missachtung ihrer Anweisung ein, wohlwissend, dass dies seinen Tod bedeuten wird. Alester stirbt mit dem Ausruf des Leitspruchs der Familie Westford, „Tod vor Schande“ (engl.: Better to die than to live tainted).
2. Alester überlebt und übergibt das Kind an Cersei. Er erhält dadurch sein Erbe zurück, doch seine Taten belasten ihn schwer. Die Sequenz endet mit einem desillusionierten Alester vor dem Kamin seines Schlafzimmers, im Vordergrund eine Henkerschlinge.
3. Mors überlebt und übergibt das Baby an Varys, damit dieser es in die Freien Städte bringt. Mors kehrt zu seinem Dienst an der Mauer zurück, wo er wie in seiner Einführungssequenz vor den Augen neuer Rekruten einen verurteilten Deserteur enthauptet. Doch im Gegensatz zu Jeor Mormonts ermunternden Aufforderung an die Rekruten, schließt er desillusioniert mit den Worten: „Wir sind bereits tot. Jeder von uns. Akzeptiert es.“
4. Mors nimmt das Baby an sich und kehrt zum Versteck seiner Familie zurück, um es selbst groß zu ziehen. Die Sequenz endet damit, dass Mors das Baby auf dem Tisch des Hauses ablegt, um sich einem Trupp der Nachtwache entgegenzustellen, die ihn wegen seiner Desertation festnehmen will.
5. Ein fünfter möglicher Abspann ergibt sich, wenn Alester und Mors im vorherigen Kampf gegen Valarr unterliegen. Varys übergibt in diesem Fall Jennas Kind an Valarr, der damit seine Ansprüche auf den Lordtitel anmelden wird. Dieser Abspann gilt jedoch nicht als reguläres Ende, sondern als Game over.

## Spielprinzip
Die beiden Charaktere sind in Namen, Aussehen und Klasse vorgegeben. Zu Beginn kann der Spieler jedoch für jeden Charakter zwischen drei Kampfstil-Richtungen wählen. Für Mors besteht die Wahl zwischen dem Kampf mit Schwert und Schild, Zweihänder oder zwei Schwertern. Alester kann zwischen der Ausrichtung als Bogenschütze, Söldner oder Wassertänzer, einem leichtbewaffneten und wendigen Attentäter, wählen. Die Auswahl der Klassen bestimmt auch die später zum Ausbau der Charaktere verfügbaren Fertigkeiten. Die Werte der Charakter werden durch die Attribute Stärke, Gewandtheit, Glück, Ausdauer und Intelligenz bestimmt, weiterhin können gewisse positive wie negative Charakterzüge, etwa „Geborener Anführer“ oder „Allergiker“, vergeben werden, die sich auf die Kampfwerte oder gewisse Sozialfähigkeiten auswirken können. Zusätzlich zu der vom Spieler gewählten Ausrichtung besitzt Mors die Fähigkeit der Gestaltwandlung. Diese erlaubt es ihm, in den Körper seines Hundebegleiters zu wechseln. In der Gestalt des Hundes können Gerüche in Form von Farbnebeln wahrgenommen werden, die auf Questziele oder versteckte Schätze aufmerksam machen. Alester besitzt die Fähigkeit der Feuermagie und kann schwer verwundete Gefährten wiederbeleben.
Das Spiel wird in einer Third-Person-Perspektive wiedergegeben. Kämpfe werden in Echtzeit ausgeführt. Auf Knopfdruck wird das Geschehen stark verlangsamt. Anders als beispielsweise in Dragon Age 2 wird das Geschehen nicht angehalten, sondern läuft in Zeitlupengeschwindigkeit weiter. Diese Zeitverzögerung kann genutzt werden, um allen eigenen Charakteren Aktionsbefehle wie Hiebattacken, Spezialattacken und die Einnahme von Heiltränken zu erteilen. Bis zu drei aufeinander folgende Einsatzbefehle können pro Charakter erteilt werden. Das Kampfsystem funktioniert gemäß einem Schere-Stein-Papier-Prinzip.
Die Präsentation der Spielwelt erfolgt in linear aufgebauten Levels, die dem Spieler wenig Handlungsspielraum lassen. Die Aufgaben lassen dem Spieler einen gewissen Handlungsspielraum, wie er die Aufgabe lösen möchte und haben kleinere Konsequenzen auf nachfolgende Ereignisse und Konstellationen.

## Entwicklung
In einem Interview mit dem englischsprachigen Onlinemagazin Kotaku im September 2011 bestätigte Cyanides Studio Director Yves Bordeleau die bereits seit längerem laufende Entwicklung eines Rollenspiels parallel zum Strategiespiel A Game of Thrones: Genesis. Er gab an, das Spiel orientiere sich spielerisch an Titeln wie Mass Effect, Knights of the Old Republic und Planescape: Torment. Die Entwicklung des Spiels dauerte sieben Jahre. Cyanide Studio oblag die gesamte kreative Leitung und entwickelte auch die Handlung und die Dialoge. Serienschöpfer George R. R. Martin stand dem Projekt beratend zur Seite und achtete in dieser Funktion vor allem auf korrekte Anbindung der Spielhandlung an den Serienkanon. Im Laufe der Handlung gibt er zudem einen Cameo-Auftritt als Maester Martin in Castlewood.
Im November 2011 gab der japanische Publisher Atlus bekannt, dass er die Veröffentlichungsrechte des Spiels für Nordamerika übernommen habe, im Dezember 2011 erwarb der französische Publisher Focus Home Interactive die Rechte für Europa. Optisch orientiert sich das Spiel an der TV-Serie, bekannte Charaktere wurden ihren Schauspiel-Pendants nachempfunden.

## Rezeption
Autor George R. R. Martin bekundete in einem Interview im April 2012, dass er mit dem Spiel sehr zufrieden sei. Von der Fachpresse erhielt das Spiel jedoch lediglich durchschnittliche Kritiken (Metacritic: 58 % (PC) / 52 % (Xbox 360) / 53 % (PS3)). Zwar wurde die Story übergreifend als wendungsreich und interessant gelobt, die technische Umsetzung und das Spielprinzip aber als höchstens mittelmäßig bewertet. Die im Spiel verwendete Unreal-Engine 3 bleibe weit unter ihren Möglichkeiten, das Spiel wirke unfertig und habe noch zahlreiche Programmfehler.

## Erweiterungen
Im November 2012 veröffentlichte Cyanide eine Downloaderweiterung mit dem Titel Jenseits der Mauer: Blutsbande, der in die Zeit zehn Jahre vor Game of Thrones führt und die Vorgeschichte von Mors zeigt. Weiterhin existieren das Dog Pack mit zwei Fellvarianten für Mors Hund und das Weapons Pack mit 16 neuen Waffen.